# لاکهید ال-۱۳۳
لاکهید ال-۱۳۳ (به انگلیسی: Lockheed L-133) یک هواگرد ساختِ کارخانهٔ لاکهید کورپوریشن در کشور ایالات متحده آمریکا است. نخستین استفاده‌کنندهٔ این هواگرد نیروی هوایی ارتش ایالات متحده آمریکا بوده‌است.